# La línia d'ombra
La línia d'ombra és una novel·la curta de Joseph Conrad ambientada en el mar; és una de les seves darreres obres, escrita entre febrer i desembre de 1915. Es va publicar el 1916 com a fulletó en el Metropolitan Magazine entre setembre i octubre, i en l'English Review entre el setembre d'aquell any i el març de 1917. Es va publicar en llibre el 1917 al Regne Unit (març) i als Estats Units a l'abril. La traducció al català és de 1997, per Marta Bes i Oliva a l'editorial Proa, reeditada el 2018 per L'Avenç.

## L'obra
La línia d'ombra explica la història d'un jove capità de vaixell en el seu primer comandament, amb l'embarcació aturada als mars tropicals, la tripulació presa de la febre, i el rosec d'un sentiment d'incompetència culpable. La novel·la és narrada des de la perspectiva d'algú que travessa "la línia d'ombra", que fa "el pas —com diu el mateix Conrad— de la joventut, amb la seva despreocupació i fervor, a una etapa més conscient i dolorosa de la vida".
La línia d'ombra és notable per la seva estructura narrativa dual. El títol sencer, amb el subtítol, és La línia d'ombra, Una confessió, que alerta immediatament el lector de la naturalesa retrospectiva del llibre. Les construccions iròniques que segueixen el conflicte entre el 'jove' protagonista (mai anomenat) i el 'vell' són presents al llarg de tota la novel·la, sobretot pel que fa a la saviesa, l'experiència i la maduresa. Conrad també usa força la ironia en la comparança entre el treball, amb personatges com el capità Giles i Ransome, el cuiner del vaixell, per emfasitzar els punts forts i febles del protagonista.
La novel·la s'ha citat sovint com a metàfora de la Primera Guerra Mundial, atesa la successió dels fets i les referència a una llarga batalla, la importància de la camaraderia, etc. Aquest punt de vista es reforça pel fet que el fill gran de Conrad, Borys, va ser ferit en la guerra. D'altres, tanmateix, hi veuen una història fantàstica a causa de les múltiples referències al 'fantasma' de l'anterior capità de l'Orient, que l'hauria maleït i hauria originat la follia del senyor Burns. En tot cas, el mateix Conrad, en la 'Nota de l'autor' de 1920 desmentia aquesta interpretació i assegurava que "el món on vivim ja conté prou meravelles i misteris tal com és".
Andrzej Wajda va portar-la al cinema el 1976 amb el títol en polonès, Smuga cienia.